# Still Hungry
Still Hungry — альбом американской хэви-метал группы Twisted Sister, выпущенный в 2004 году. Альбом представляет собой перезапись альбома 1984 года Stay Hungry с семью бонус-треками. «Never Say Never» и «Blastin' Fast & Loud» были записаны во время первых сессий 1984 года, завершенных классическим составом в 2001 году, и записаны для выпуска Club Daze Volume II: Live in the Bars в 2002 году. «Come Back», «Plastic Money», «You Know I Cry» и «Rock 'n' Roll Saviors» — совершенно новые студийные треки 2004 года. Песня «Heroes Are Hard to Find» была первоначально записана и выпущена воссоединенной группой в 1998 году для саундтрека к фильму ужасов «Strangeland», автором сценария и исполнителем главной роли которого является Ди Снайдер, по мотивам персонажа капитана Хауди из «Horror-Teria».
Версия «I Wanna Rock» с этого альбома включена в видеоигры Guitar Hero Encore: Rocks the 80s (2007) и Burnout Paradise (2008).
У британской рок-группы Cryogen есть песня на их первом альбоме Daylight под названием «Still Hungry».

## Трек-лист
Слова и музыка всех песен — Dee Snider, кроме «Heroes Are Hard to Find» Dee Snider и Bernie Tormé.
| №  | Название                                                           | Длительность |
| -- | ------------------------------------------------------------------ | ------------ |
| 1. | «Stay Hungry»                                                      | 3:14         |
| 2. | «We're Not Gonna Take It»                                          | 4:36         |
| 3. | «Burn in Hell»                                                     | 5:37         |
| 4. | «Horror-Teria (The Beginning): a) Captain Howdy b) Street Justice» | 8:42         |
| 5. | «I Wanna Rock»                                                     | 3:15         |
| 6. | «The Price»                                                        | 4:08         |
| 7. | «Don't Let Me Down»                                                | 4:45         |
| 8. | «The Beast»                                                        | 3:25         |
| 9. | «S.M.F.»                                                           | 3:28         |

| №   | Название                  | Длительность |
| --- | ------------------------- | ------------ |
| 10. | «Never Say Never»         | 2:19         |
| 11. | «Blastin' Fast & Loud»    | 3:00         |
| 12. | «Come Back»               | 6:25         |
| 13. | «Plastic Money»           | 4:05         |
| 14. | «You Know I Cry»          | 4:21         |
| 15. | «Rock 'n' Roll Saviors»   | 5:04         |
| 16. | «Heroes Are Hard to Find» | 5:00         |

## Персонал
Twisted Sister:
- Ди Снайдер — ведущий вокал
- Эдди «Фингерс» Охеда — гитара, бэк-вокал
- Джей Джей Френч — гитара
- Марк «The Animal» Мендоса — бас-гитара
- Эй Джей Перо — ударные

Производство:
- Джей Джей Френч — исполнительный продюсер
- Марк «The Animal» Мендоза — продюсер, сведение
- Дэнни Макнерни — инженер, сведение
- Дилан Эли — ассистент инженера
- Джо Ламберт — мастеринг
- Фил Карсон — исполнительный продюсер